# Gaganyaan

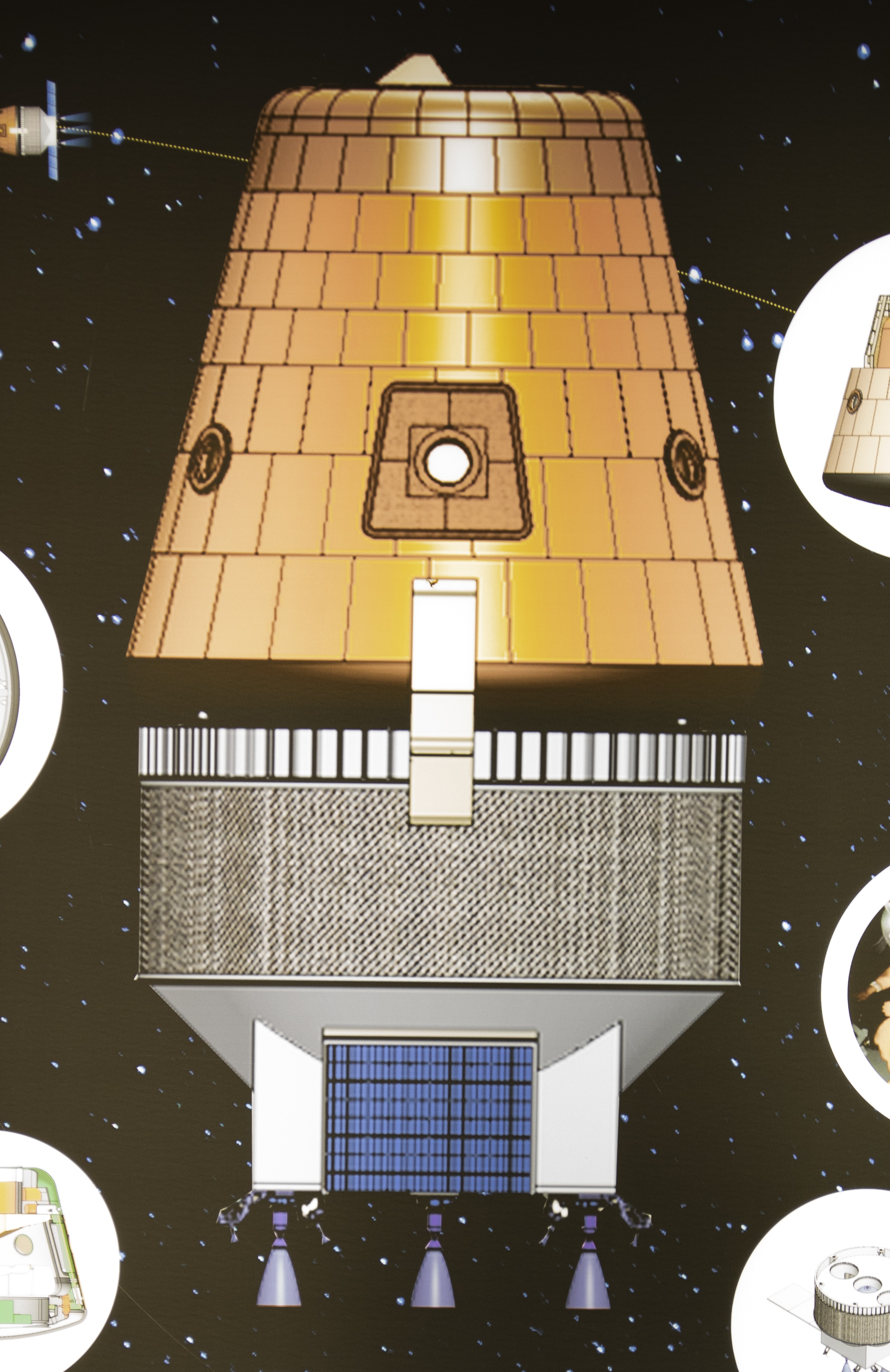

Gaganyaan is een bemand ruimtevaartuig dat door het Indiase ruimteagentschap ISRO wordt ontwikkeld. In voorgaande jaren heeft de ISRO diverse technieken voor bemande ruimtevaart ontwikkeld en afzonderlijk getest. Hieronder zijn hitteschildtechniek en een 'launch escape system' met ontsnappingsraket en stabilisatie-en-landingsparachutes. Na een grotendeels succesvolle pad abort test op 5 juli 2018 besloot de Indiase overheid op 15 augustus 2018 een officieel bemand ruimtevaartprogramma op te starten.

## Ontwerp
De Gaganyaan is een ruimtecapsule met de typisch conische vorm die bijna alle terugkeermodules hebben. Deze zou een driekoppige bemanning in de ruimte moeten brengen. Ook is de capsule voorzien van een servicemodule met onder meer een ruimtemanoeuvre-motor en stroomvoorziening. De Gaganyaan zal een GSLV mkIII als draagraket gebruiken.

## Testvluchten
De ISRO hoopte aanvankelijk in 2020 met testvluchten aan te vangen en de Gaganyaan in 2022 operationeel te hebben. Dit was begin 2021 reeds een jaar doorgeschoven. Wegens covid werd dit nog een jaar uitgesteld.
Voltooide testvlucht
- Gaganyaan TV-D1 (In-flight Abort Test), 21 oktober 2023

Geplande testvluchten
- Gaganyaan Demo Flight (onbemand), op zijn vroegst juli 2024
- Gaganyaan Demo Flight 2 (onbemand), op zijn vroegst december 2024
- Gaganyaan Crewed Flight (bemand), op zijn vroegst december 2025[4]